# Pescoço
O pescoço ou colo (do latim collum) é a parte do corpo dos vertebrados que une a cabeça ao tronco. É formado pelas sete vértebras cervicais que articulam com o crânio, com as clavículas e com a porção inferior (ou posterior) da coluna vertebral e é suportado por vários músculos que dão à cabeça os seus movimentos.
No seu interior encontram a laringe e a traqueia e, por trás dessas, a parte superior do esófago; na parte frontal, estas estruturas e, ainda, a glândula tiroide são protegidas, de cima para baixo, pelo osso hióide, a cartilagem tiroide - que, no homem, recebe vulgarmente o nome de “maçã de Adão” - e a cartilagem cricoide. Lateralmente, por baixo da pele, notam-se os músculos esterno-mastoides (esternocleidomastoideu), os dois ramos da artéria carótida e da veia jugular e a glândula submandibular, por baixo da mandíbula.
Apesar destas proteções, o pescoço é um dos pontos fracos dos vertebrados, uma vez que, seccionando-o, o animal perde a vida, não só pela perda de grande quantidade de sangue, como principalmente por deixar de haver comunicação entre o cérebro e o resto do corpo. O enforcamento é outra forma de terminar a vida de um animal, por sufocamento; esta ação também pode ser realizada voluntariamente, como uma forma de suicídio.